# Chikkaguttahalli, Mulbagal
Chikkaguttahalli là một làng thuộc tehsil Mulbagal, huyện Kolar, bang Karnataka, Ấn Độ.